# Боасеј (Горња Вијена)
Боасеј (фр. Boisseuil) насеље је и општина у централној Француској у региону Лимузен, у департману Горња Вијена која припада префектури Лимож.
По подацима из 2005. године у општини је живело 2 299 становника, а густина насељености је износила 122 становника/km². Општина се простире на површини од 18,92 km². Налази се на средњој надморској висини од 380 метара (максималној 403 m, а минималној 223 m).

## Демографија
| 1962. | 1968. | 1975. | 1982. | 1990. | 2011. |
| ----- | ----- | ----- | ----- | ----- | ----- |
| 582   | 574   | 838   | 1.223 | 1.558 | 2.731 |

График промене броја становника у току последњих година